# Comuna Reciîceanî, Horodok
Reciîceanî (în ucraineană Речичани) este o comună în raionul Horodok, regiunea Liov, Ucraina, formată din satele Lisnovîci și Reciîceanî (reședința).

## Demografie
Componența lingvistică a comunei Reciîceanî
     Ucraineană (100%)
Conform recensământului din 2001, toată populația comunei Reciîceanî era vorbitoare de ucraineană (100%).